# Tibouchina candolleana
A Tibouchina candolleana é uma árvore que ocorre no estado de São Paulo, em área restrita.
Não foi encontrada em unidades de conservação.